# (7681) Chenjingrun
(7681) Chenjingrun (1996 YK2) – planetoida z grupy pasa głównego asteroid okrążająca Słońce w ciągu 3,58 lat w średniej odległości 2,34 j.a. Odkryta 24 grudnia 1996 roku.